# Elecciones legislativas de Rumania de 1985
El 17 de marzo de 1985 se celebraron elecciones legislativas de la República Socialista de Rumania. El único partido que se presentó a las elecciones fue el Frente de Unidad Socialista y Democracia, dominado por el Partido Comunista Rumano e incluyendo otras organizaciones de masas. Ningún posible candidato podía postularse sin la autorización del partido. Como era de esperar, el Frente ganó los 369 escaños de la Gran Asamblea Nacional.
Estos serían los últimos comicios que se llevaron a cabo bajo un sistema de partido único llevados a cabo en el país, pues el régimen comunista presidido por Nicolae Ceaușescu sería derrocado cuatro años después.

## Sistema electoral
Los candidatos fueron elegidos en circunscripciones uninominales, y debían recibir más del 50 % de los votos. Si ningún candidato superaba ese porcentaje, o si la participación electoral en la circunscripción era inferior al 50 %, se realizaban nuevas elecciones hasta que se cumplieran los requisitos. Los votantes tuvieron la posibilidad de votar en contra de los candidatos del Frente.

## Resultados
| Partido                                  | Votos      | %    | Escaños |
| ---------------------------------------- | ---------- | ---- | ------- |
| Frente de Unidad Socialista y Democracia | 15 375 522 | 97.7 | 369     |
| En contra                                | 356 573    | 2.3  | –       |
| Votos en blanco/nulos                    | 0          | –    | –       |
| Total                                    | 15 732 095 | 100  | 369     |
| Participación electoral                  | 15 733 060 | 100  | –       |
| Fuente: Nohlen & Stöver                  |            |      |         |

## Consecuencias
La Gran Asamblea Nacional reconfirmó a Nicolae Ceaușescu como presidente, tras una moción presentada por Manea Mănescu. Los comunicados oficiales señalaban que el apoyo a la candidatura era «unánime y entusiasta», y que Ceaușescu era visto como «el hijo más querido del pueblo rumano». La propaganda también se refería a su reelección como una «garantía segura para proseguir el magnífico programa de creación de una sociedad socialista multilateralmente desarrollada y de avance de Rumania hacia el comunismo».
El descontento popular en el país contra el gobierno era notable. En noviembre de 1987, se realizaron elecciones anticipadas en el condado de Tulcea, donde los votantes habían escrito mensajes críticos y obscenos hacia el gobierno en las papeletas. Un votante anónimo sugería que la aprobación de los cortes de electricidad por parte de Ceaușescu demostraba que era un enfermo mental, y por tanto inelegible, mientras que otro advertía de una próxima revuelta.
El 12 de diciembre de 1989, el Comité Central del Partido Comunista de Rumania fijó como fecha para las nuevas elecciones el 11 de marzo de 1990. Estas elecciones no se llevaron a cabo, a raíz de que cinco días después, estalló la Revolución Rumana, que terminó con la caída de Ceaușescu y el fin del unipartidismo en el país.